# هاماکیتا، شیزوئوکا
هاماکیتا، شیزوئوکا (به لاتین: Hamakita) یک منطقهٔ مسکونی در ژاپن است که در ناحیه چوبو واقع شده‌است. هاماکیتا ۸۶٬۶۵۳ نفر جمعیت دارد.